# Jo-Ane van Dyk
Jo-Ane van Dyk (Worcester, 3 de octubre de 1997) es una deportista sudafricana que compite en atletismo. Participó en los Juegos Olímpicos de París 2024, obteniendo una medalla de plata en el lanzamiento de jabalina.

## Palmarés internacional
| Juegos Olímpicos | Juegos Olímpicos | Juegos Olímpicos | Juegos Olímpicos |
| Año              | Lugar            | Medalla          | Prueba           |
| ---------------- | ---------------- | ---------------- | ---------------- |
| 2024             | París (Francia)  | Medalla de plata | Jabalina         |